# Чрешњевец об Драви
Чрешњевец об Драви (словен. Črešnjevec ob Dravi) је насељено место у општини Селница об Драви, Подравска регија, Словенија.

## Историја
До територијалне реорганизације у Словенији био је у саставу старе општине Руше.

## Становништво
У попису становништва из 2011. године, Чрешњевец об Драви је имао 250 становника.
| Број становника према пописима | Број становника према пописима | Број становника према пописима |
| ------------------------------ | ------------------------------ | ------------------------------ |
| 1991                           | 2002                           | 2011                           |
| 236                            | 255                            | 250                            |

Напомена: До 1953. исказивано под именом Чрешњевец.